# راشيل هيلسون
راشيل نعومي هيلسون (بالإنجليزية: Rachel Naomi Hilson)‏، هي ممثلة أمريكية، ولدت في 30 أكتوبر 1995 في بالتيمور، ماريلند.

## روابط خارجية
- راشيل هيلسون على موقع IMDb (الإنجليزية)
- راشيل هيلسون على موقع ميتاكريتيك (الإنجليزية)
- راشيل هيلسون على موقع روتن توميتوز (الإنجليزية)
- راشيل هيلسون على موقع قاعدة بيانات الأفلام العربية
- راشيل هيلسون على موقع ألو سيني (الفرنسية)
- راشيل هيلسون على موقع تيرنر كلاسيك موفيز (الإنجليزية)
- راشيل هيلسون على موقع أول موفي (الإنجليزية)
- راشيل هيلسون على موقع قاعدة بيانات الفيلم (الإنجليزية)
- راشيل هيلسون على موقع كينوبويسك (الروسية)